# Lac Okaraka
Le lac Okaraka (ou Okareka) est un lac situé à Rotorua, sur l'Île du Nord de la Nouvelle-Zélande.